# Braulio Muñoz
Braulio Muñoz (Chimbote, 1946) è uno scrittore peruviano.
È nato nella regione di Chimbote, in Perù, nel 1946. Adesso vive negli Stati Uniti dove è professore di Sociologia nel Swarthmore College, in Pennsylvania. È autore di diversi studi di psicologia, sociologia, filosofia, letteratura. Nell'ambito della critica letteraria vanno ricordati i lavori su Arguedas, sull'indigenismo (Huairapamushcas. La búsqueda de identidad en la novela indigenista ispanoamericana) e il libro sul noto scrittore peruviano Vargas Llosa: A Storyteller: Mario Vargas Llosa between civilization and barbarism. Il suo primo romanzo è Alejandro y los pesacadores de Tancay (tr.it. 2006 Alejandro e i pescatori di Tancay), pubblicato nel 2004 e giunto alla quarta edizione. Muñoz scrive anche in inglese; l'ultima opera narrativa ha per titolo The Peruvian Notebooks (tr. it. 2009 Quaderni peruviani). Attualmente sta lavorando ad un nuovo romanzo sulla storia degli ultimi trenta anni del Perù.

## Opere
- Alejandro e i pescatori di Tancay, Edizioni Gorée, 2007, (ISBN 978-88-89605-45-5)
- Quaderni Peruviani, Edizioni Gorée, 2009, (ISBN 978-88-89605-60-8)

| Controllo di autorità | VIAF (EN) 12429134 · ISNI (EN) 0000 0000 8091 788X · SBN CFIV218275 · LCCN (EN) n81096834 · GND (DE) 1057312800 · BNF (FR) cb126787196 (data) · J9U (EN, HE) 987007324847805171 |